# Виша војна академија ЈНА
Виша војна академија ЈНА је била војна академија, која је од 1948. до 1964. године деловала у саставу Југословенске народне армије.

## Историјат
Основана је 1948. године у Београду. У њој су официри школовани и оспособљавани за вођење и заповедање над свим војним јединицама ЈНА. Академија је у свом саставу имала шест универзитета и оперативну школу.
Године 1951, Академија је реорганизована. Војнички, обавештајни, артиљеријски, интендантски и комуникациони универзитет били су организовани у Тактичку школу, која је затим прерасла у Вишу војну интендантску школу.
Године 1964, Виша војна академија преименована је у Вишу војну академију Копнене војске ЈНА.

## Официри ЈНА који су се школовали на Академији
Неки од официра ЈНА, који су завршили ову школу били су:
- Ладо Амброжич
- Милан Антончић Велебит
- Борко Арсенић
- Петар Бабић
- Владо Бајић
- Драгомир Бенчић
- Петар Брајовић
- Петар Грачанин
- Момчило Дугалић
- Жарко Згоњанин
- Блажо Јанковић
- Вељко Кадијевић
- Мило Килибарда
- Вељко Ковачевић
- Војо Ковачевић
- Ђуран Ковачевић
- Никола Љубичић
- Петар Матић Дуле
- Милоје Милојевић
- Саво Миљановић
- Стеван Опсеница
- Марко Перичин Камењар
- Јеврем Поповић
- Стане Поточар
- Дако Пуач
- Драган Ракић
- Душан Ћорковић
- Средоје Урошевић
- Иван Хариш
- Зорко Чанади
- Јефто Шашић
- Јован Штоковац
- Бошко Шиљеговић
- Милош Шиљеговић
- Реља Лукић